# Carlos Torrendell
Carlos Horacio Torrendell (Buenos Aires, 12 de marzo de 1970) es un docente y funcionario argentino, actual secretario de Educación de Argentina, desde el 10 de diciembre de 2023; en la Presidencia de Javier Milei.

## Biografía
Nació el 12 de marzo de 1970, en la ciudad argentina de Buenos Aires. Realizó su formación primaria y secundaria en el Colegio de la Salle de su ciudad natal.
Si bien tenía la idea de estudiar abogacía, optó por la carrera de Educación. Tras realizar estudios en la Universidad Católica Argentina (UCA), obtuvo la licenciatura en Ciencias de la Educación. Obtuvo el doctorado en Ciencias de Educación por la Pontificia Universidad Católica de Chile, y cursó una maestría en Educación por la Universidad de San Andrés. En todas estas casas de estudio, fue docente de carreras relacionadas con la pedagogía.

### Secretario de la Nación
El 30 de noviembre de 2023, fue nombrado por el presidente electo Javier Milei, como secretario de Educación de la Nación Argentina; cartera creada por Milei al asumir su presidencia y que absorbió el entonces Ministerio de Educación. El 10 de diciembre siguiente, con el inicio de la administración, asumió en tal cargo.

## Posiciones políticas en educación
Carlos Torrendell investigó, entre otros temas, la figura de José Manuel Estrada como educador e identificó sus aportes conceptuales a la política educativa de la época. Su tesis para la licenciatura en Ciencias de la Educación se centró en la política educativa en el pensamiento del intelectual argentino. 
Sostiene una visión humanista cristiana y liberal en educación, destaca la importancia de la educación, tanto de gestión privada como estatal, como parte de una sociedad educadora. Propone repensar el sistema educativo como un bien común que combine de una manera equilibrada a todos los actores y que evite un regreso tanto a una concepción estatista como a una visión mercantil de la educación. En este sentido, aboga por “un diseño de política educativa en donde tengan participación auténtica distintos actores de la sociedad”, que promueva la libertad y no la consolidación de un control mayor sobre estos actores. 
La totalidad de su vida como estudiante y académico transcurrió en instituciones de carácter privado. Respecto de la Educación Sexual Integral, considera que los contenidos deben ser dictados bajo la decisión de cada escuela en particular y que no se debe tener una visión unívoca o estatista de estos contenidos, sino en diálogo con la sociedad, que es plural, y considerando la cultura institucional de las escuelas en los territorios específicos.